# Yusuf Çim
Yusuf Çim (Fatih, 26 settembre 1991) è un attore, conduttore televisivo, cantante e modello turco.

## Biografia
Nato nel 1991 nel quartiere Fatih di Istanbul (Turchia) da una famiglia di tre figli, Yusuf Çim è originario del distretto di Alucra, in provincia di Giresun. Si è diplomato in tecnologia informatica presso la scuola professionale tecnica e industriale dell'Anatolia di Beyoğlu. Ha studiato recitazione presso l'Akademi 35 Buçuk Sanat Evi.
Dal 2009 ha preso parte ai servizi fotografici per i cataloghi di molti marchi turchi come Media Markt, Eti, Avea, Blast, İpragaz, Castrol e la rivista FHM. È apparso in molte sfilate di moda e nel 2011 ha vinto il concorso Miglior modello della Turchia. È apparso in passerella per sfilate di moda come Fashion Week, Günsel Ülkü, Forever Young e marchi famosi come Damat, Kiğili, Tween, Ralp Lauren, Hatemoğlu, Polo, Mango, Marks & Spencer. Nel 2016 è divenuto il volto pubblicitario del marchio Loft, per il quale aveva già preso parte agli shooting per il catalogo dello stesso marchio.
La sua carriera musicale è iniziata nell'agosto 2013 in seguito alla pubblicazione dell'album Olsun Bi Kere, il quale è stato reso disponibile in quattro diverse versioni insieme all'omonimo brano. Oltre ai suoi progetti di album, ha preso parte a progetti di responsabilità sociale. L'artista si è riunito con i bambini con la sindrome di Down e ha dichiarato "Non dimenticateci quest'anno!" insieme all'associazione ha realizzato il suo concept project.
Nella sua prima carriera da attore, ha firmato con la compagnia Leo Medya Production. Ha iniziato la propria carriera di recitazione nel 2014 interpretando il ruolo dell'ispettore capo Tek Tabanca Mustafa nella serie Ezra. Nel 2015 ha interpretato il personaggio di Burak Mazharoğlu nella commedia romantica Çilek Kokusu, accanto all'attrice Demet Özdemir. Nel 2016 ha ottenuto il ruolo principale di Ferit Sabit nella serie Hanım Köylü, accanto all'attrice Gülsim Ali. Nel 2020 e nel 2021 ha ricoperto il ruolo di Aras Sağlam nella serie Akrep. Nel 2022 ha vestito i panni di Servet nella serie Dreams and Realities - La forza dei sogni (Hayaller ve Hayatlar). Dal 2022 al 2024 è stato scelto per interpretare il ruolo di Ozan Yenersoy nella serie Tradimento (Aldatmak). Nel 2024 ha fatto parte del cast della serie Kirli Sepeti, nel ruolo di Mert Karabey.
La sua carriera di presentatore è iniziata nel 2015 nel programma di Show TV Piramit. È stato il presentatore del programma in cui Evrim Akın e Gökhan Yıkılkan hanno allenato i concorrenti. Per il capodanno del 2016 ha condotto con Sibel Can il programma Yılbaşı Özel, trasmesso su Show TV.

## Filmografia

### Cinema
- Bana Bir Aşk Şarkısı Söyle, regia di Mehrdad Ghaffarzadeh (2019)
- Hababam Sınıfı Yeniden, regia di Doğa Can Anafarta (2019)
- Hababam Sınıfı Yaz Oyunları, regia di Doğa Can Anafarta (2021)
- Sonsuza Dek Nedime, regia di Mustafa Kotan (2022)

### Televisione
- Ezra – serie TV (Show TV, 2014)
- Çilek Kokusu – serie TV, 23 episodi (Star TV, 2015)
- Hanım Köylü – serie TV, 13 episodi (Star TV, 2016)
- İçimdeki Fırtına – serie TV, 6 episodi (Star TV, 2017)
- Seven Ne Yapmaz – serie TV, 11 episodi (ATV, 2017)
- Servet – serie TV, 4 episodi (Show TV, 2017)
- İyi Günde Kötü Günde – serie TV, 1 episodio (Star TV, 2020)
- Akrep – serie TV, 26 episodi (Star TV, 2020-2021)
- Dreams and Realities - La forza dei sogni (Hayaller ve Hayatlar) – serie TV, 26 episodi (beIN CONNECT, 2022)
- Tradimento (Aldatmak) – serie TV, 71 episodi (ATV, 2022-2024)
- Mevlânâ Celâleddîn-i Rûmî – serie TV, 10 episodi (tabii, 2023-2024)
- Kirli Sepeti – serie TV, 8 episodi (Now, 2024)
- Yüzde İki – serie TV (tabii, 2025)

### Video musicali
- Aşk di Demet Akalın (2011)
- Sabıka di Demet Akalın (2011)

## Programmi televisivi
- Piramit (Show TV, 2015)

## Discografia

### Album in studio
- 2013 – Olsun Bi Kere

## Doppiatori italiani
Nelle versioni in italiano dei suoi film e delle sue serie TV, Yusuf Çim è stato doppiato da:
- Raffaele Carpentieri[31] in Dreams and Realities - La forza dei sogni[32]
- Sacha Pilara[33] in Tradimento[34]

## Riconoscimenti

### Cantante
- MGD Golden Lens Awards
  - 2014: Vincitore come Miglior artista rivoluzionario[35][36]
- Turkey Youth Awards
  - 2016 – Vincitore come Miglior canzone per Olsun Bi Kere, insieme a Ender Çabuker

### Modello
- 2011: Vincitore del concorso Miglior modello della Turchia 2011[13]